# Məmiş Abdullayev
 Məmiş Şahbaz oğlu Abdullayev (ur. 1923 we wsi Muradxan w Azerbejdżańskiej SRR, zm. 26 stycznia 1945 w Polsce) – radziecki żołnierz, sierżant, odznaczony pośmiertnie Złotą Gwiazdą Bohatera Związku Radzieckiego (1945).

## Życiorys
Urodził się w azerskiej rodzinie chłopskiej. Po ukończeniu szkoły średniej pracował jako rachmistrz w kołchozie, od czerwca 1943 służył w Armii Czerwonej, uczestniczył w wojnie z Niemcami. Brał udział w bitwie pod Kurskiem, za odwagę wykazaną w tej bitwie był dwukrotnie odznaczony. Uczestniczył w forsowaniu Dniepru i walkach na Białorusi i w Polsce jako żołnierz oddziału karabinów maszynowych 1343 Pułku Strzelców 399. Dywizji Strzeleckiej w składzie 48 Armii 1 Frontu Białoruskiego w stopniu sierżanta. Szczególnie wyróżnił się podczas walk na ziemiach polskich (Mazowsze) 3 i 4 września 1944; przy przełamywaniu obrony przeciwnika w rejonie wsi Ryńsk 3 września zabił 29 Niemców i zdobył dwa karabiny maszynowe wroga i moździerz. 4 września sforsował Narew na południe od miasta Różan, odpierając kontrataki wroga; był wówczas ranny, mimo to granatami zniszczył dwa stanowiska ogniowe przeciwnika i zdobył karabin maszynowy. Po wyleczeniu wrócił na front, walczył na ziemiach polskich, zginął w walce.

## Odznaczenia
- Złota Gwiazda Bohatera Związku Radzieckiego (pośmiertnie, 24 marca 1945)
- Order Lenina (pośmiertnie, 24 marca 1945)
- Order Czerwonej Gwiazdy (dwukrotnie, m.in. w 1943)
- Medal „Za Odwagę” (1943)